# Dana Rivers
Dana Rivers (1954 ou 1955) é uma ativista norte-americana que atuava na defesa pelos direitos transgêneros.
Em 1999, Rivers foi demitida de seu trabalho como professora na Center High School em Antelope, na Califórnia, depois de revelar à instituição de ensino que, brevemente, pretendia viver sua vida como uma mulher trans. Sua demissão repercutiu a nível nacional.
Em 2022, Rivers foi condenada pelos assassinatos de Charlotte Reed, 56, e sua esposa Patricia Wright, 57, e seu filho Benny Diambu-Wright, 19, em 2016.

## Primeiros anos e carreira
Rivers cresceu na área de São Francisco. Ela serviu três anos na Marinha dos EUA antes de seguir carreira na educação.
Rivers era uma líder trabalhista no Condado de Orange para a Federação Americana de Professores e, na década de 1980, foi eleita duas vezes para o conselho do Distrito Escolar de Huntington Beach Union High. Ela também foi treinadora de beisebol e instrutora de rafting.
Rivers teve problemas com alcoolismo e três casamentos fracassados. Ela foi diagnosticada com disforia de gênero após se mudar para Antelope e se tornar professora em 1990.

## Discriminação no trabalho
Rivers ganhou atenção global em 1999, quando foi demitida como professora por ter se assumido como uma mulher transgênero para seus alunos na Center High School. Antes de se assumir, ela havia sido reconhecida como uma professora excepcional pela escola. Quando ela começou a discutir sua transição, foi avisada para não discutir tais assuntos na escola e, finalmente, o conselho votou por 3 a 2 para demiti-la. Rivers processou o Center Unified School District pela demissão; o caso foi finalmente resolvido fora do tribunal, com Rivers concordando em renunciar e recebendo um acordo de 150 mil dólares. Posteriormente, ela se mudou para a Baía de São Francisco para retomar sua carreira de professora.

## Ativismo transgênero
Após resolver seu caso, Rivers viajou pelo país para falar a grupos sobre sua experiência. Em 2004, Rivers apareceu no programa de revista de notícias 20/20. Ela discutiu seu caso de discriminação, bem como as cirurgias de redesignação de gênero que recebeu em 2000.

## Assassinatos e julgamento
Em 11 de novembro de 2016, o casal Patricia Wright e Charlotte Reed e seu filho de dezenove anos, Benny Toto Diambu-Wright, foram mortos em sua casa em Oakland, Califórnia. Wright e Reed foram esfaqueados e "crivados de balas" em sua cama, embora Reed tenha sido esfaqueado dezenas de vezes a mais do que Wright, a ponto de ficar "irreconhecível". Diambu foi baleado e encontrado caído na rua após sair de casa. Quando a polícia chegou ao local após ligações para o 911, eles encontraram Rivers correndo da casa, que estava em chamas, enquanto coberta de sangue. Ela estava de posse de facas, munição e soco-inglês; quando presa, ela "começou a fazer declarações espontâneas sobre seu envolvimento nos assassinatos", de acordo com a polícia.
Rivers foi formalmente acusada de três acusações de assassinato, incêndio criminoso e posse de soco-inglês em 14 de novembro de 2016. Em 2017, ela se declarou inocente das acusações; em 2018, ela foi condenada a ser julgada pelas acusações de assassinato. Após anos de atraso, o julgamento de Rivers pelo júri pelas acusações de assassinato começou no final de outubro de 2022. A promotoria alegou que, motivada pela saída de Reed do clube de motociclistas feminino do qual ambas eram membros, Rivers ganhou a confiança de Reed para poder passar a noite na casa dela e de Wright. Rivers então atirou no casal até a morte enquanto dormiam, esfaqueando os cadáveres depois; ela ateou fogo na garagem na tentativa de remover as evidências do crime. Em 16 de novembro de 2022, um júri considerou Rivers culpada de todas as acusações. Em janeiro de 2023, um juiz decidiu que ela estava legalmente sã na época dos assassinatos. O mesmo juiz posteriormente condenou Rivers à prisão perpétua sem possibilidade de liberdade condicional, chamando-o de "o crime mais depravado que já tratei no sistema de justiça criminal em 33 anos".